# Lehr (Dakota del Norte)
Lehr es una ciudad ubicada en el condado de McIntosh en el estado estadounidense de Dakota del Norte. En el censo de 2010 tenía una población de 80 habitantes y una densidad poblacional de 163,43 personas por km².

## Geografía
Lehr se encuentra ubicada en las coordenadas 46°16′57″N 99°21′10″O / 46.28250, -99.35278. Según la Oficina del Censo de los Estados Unidos, Lehr tiene una superficie total de 0.49 km², de la cual 0.49 km² corresponden a tierra firme y (0%) 0 km² es agua.

## Demografía
Según el censo de 2010, había 80 personas residiendo en Lehr. La densidad de población era de 163,43 hab./km². De los 80 habitantes, Lehr estaba compuesto por el 100% blancos, el 0% eran afroamericanos, el 0% eran amerindios, el 0% eran asiáticos, el 0% eran isleños del Pacífico, el 0% eran de otras razas y el 0% pertenecían a dos o más razas. Del total de la población el 0% eran hispanos o latinos de cualquier raza.